# Vincent Pianina
Vincent Pianina est un auteur-dessinateur de littérature d'enfance et de jeunesse ainsi que de bande dessinée, né 17 janvier 1985 à Lyon. Il est également réalisateur de films d'animation.

## Biographie
Vincent Pianina obtient un bac d’Arts appliqués, puis il intègre l'École Émile Cohl en 2004, et cofonde le collection Arbitraire en 2005.
En 2009, avec Davide Cali, il publie le premier tome de la série BD 10 petits insectes, qui est en Sélection officielle au Festival d'Angoulême 2010. Le deuxième tome paraît en 2011 et le troisième en 2013.
Il écrit et illustre l'ouvrage « humoristique » Le secret très secret du Maître du secret en 2022, l'histoire d'un jeune garçon en colonie de vacances, en quête du « maître du secret ». Pour Le Soir : « Fabuleux jeu de piste, le nouvel album de Vincent Pianina livre un récit ludique et loufoque ». L'ouvrage est sélectionné dans la catégorie Carrément Beau pour le  Prix Sorcières 2022.

## Œuvres

### Livres pour la jeunesse
- En piste, tache ![9], Thierry Magnier, 2012
- Lumières : l'"Encyclopédie" revisitée, 1713-2013[10], textes de Franck Prévot, illustrations de Vincent Pianina, Martin Jarrie, Régis Lejonc, Charles Dutertre et al. , Éd. l'Édune, 2013
- Jungle, Gallimard Jeunesse Giboulées, 2013
- Ours Molaire, Gallimard Jeunesse Giboulées, 2014
- Le magicien, etc.[11], Thierry Magnier, 2015
- Le jour d'Igor - écrit par Agnes Debacker - collection Mouche de l'École des loisirs, 2016
- La partie de cache-cache[12] - écrit par Camille Floue - Hélium, 2017
- Le chat le plus mignon du monde[13] , Thierry Magnier, 2017
- Le cahier d’activités le plus nul, éditions du Centre Pompidou, 2018
- La légendaire histoire du colibri qui sauva l'Amazonie[14], écrit par Gwendoline Raisson - collection Mouche, L'École des loisirs, 2019
- Le secret très secret du Maître du secret[6],[7], éditions Thierry Magnier, 2021
- La Dormeuse, avec Camille Floue, Albin Michel Jeunesse, 2022

### Bande dessinée
- Les Désaventures de Monsieur Patigon, éd. 6 pieds sous terre, 2007
- Le Cas Davresky, Arbitraire, 2008
- El Baile Loco, Arbitraire, 2008
- Rapide Biscuit, Arbitraire, 2009
- Surprise Mur, Arbitraire, 2010
- Série 10 petits insectes, avec Davide Cali, éditions Sarbacane

1. 10 petits insectes, 2009
2. 10 petits insectes dans le brouillard, 2011[4]
3. 10 petits insectes Retour vers le passé[5], 2013

### Animation
- The queen of hearts - avec Lorenzo Papace - clip pour le groupe Ödland, 2010
- Østersøen - avec Lorenzo Papace - clip pour le groupe Ödland, 2012
- Lyon, centre du monde ! - avec Lorenzo Papace - bande-annonce d'exposition pour le musée d'Histoire de Lyon, 2013
- Gustave Doré, L’imaginaire au pouvoir[15] - avec Lorenzo Papace - bande-annonce d'exposition pour le musée d'Orsay, 2014
- Générique de la série Les aventuriers de l'Art Moderne - avec Lorenzo Papace - Arte / Silex films, 2015
- Super fière sur mon bulldozer - avec Bertrand Sallé - clip pour la musicienne Maud Octallinn, 2017

## Prix et distinctions
- 2010 : Sélection officielle Festival d'Angoulême[3] pour 10 petits insectes avec Davide Cali
- 2011 : Prix Tam-Tam[16] catégorie Dlire/Canal BD, bande dessinée, pour 10 petits insectes avec Davide Cali
- 2022 : 
  - Prix Graoully[17] du Festival Le Livre à Metz pour Le secret très secret du maître du secret
  - Sélection Prix Sorcières[8] Catégorie Carrément beau maxi pour Le secret très secret du Maître du Secret

Un de ses ouvrages fait partie de la « Bibliothèque idéale » du Centre national de la littérature pour la jeunesse (BnF) en 2024 :  La légendaire histoire du colibri qui sauva l'Amazonie (2019), de Gwendoline Raisson, qu'il a illustré.